# 莱斯利·哈蒙德
莱斯利·哈蒙德（英語：Leslie Hammond，1905年3月4日—1955年6月26日），印度男子曲棍球运动员。他曾代表英属印度代表队参加1928年和1932年夏季奥林匹克运动会曲棍球比赛，获得二枚金牌。